# Navès, Lleida
Navès là một đô thị trong tỉnh Lleida, cộng đồng tự trị Cataluña Tây Ban Nha. Đô thị Navès (Spagna) có diện tích là 145,3 ki-lô-mét vuông, dân số năm 2009 là 276 người với mật độ 1,9 người/km². Đô thị Navès (Spagna) có cự ly km so với tỉnh lỵ Lleida.